# Matt Carpenter
Matthew Martin Carpenter (ur. 26 listopada 1985) – amerykański baseballista występujący na pozycji drugobazowego w St. Louis Cardinals.

## Przebieg kariery
Carpenter studiował na Texas Christian University, gdzie w latach 2005–2009 grał w drużynie uniwersyteckiej TCU Horned Frogs. W 2009 został wybrany w trzynastej rundzie draftu przez St. Louis Cardinals i początkowo grał w klubach farmerskich tego zespołu, między innymi w Memphis Redbirds, reprezentującym poziom Triple-A. W Major League Baseball zadebiutował 4 czerwca 2011 w meczu przeciwko Chicago Cubs, w którym zaliczył double'a.
W sezonie 2013 po raz pierwszy w karierze wystąpił w All-Star Game, zaliczył najwięcej w MLB uderzeń (199) i double'ów (55), a także zdobył najwięcej runów (126) i otrzymał nagrodę Silver Slugger Award. W marcu 2014 podpisał nowy, sześcioletni kontrakt wart 52 miliony dolarów.
27 kwietnia 2017 w meczu przeciwko Toronto Blue Jays zdobył zwycięskiego grand slama w drugiej połowie jedenastej zmiany. Był to jego pierwszy grand slam w MLB. W lipcu 2018 ustanowił klubowy rekord, zdobywając przynajmniej jednego home runa w sześciu meczach z rzędu.
Podczas meczu z Chicago Cubs na Wrigley Field, rozegranym 20 lipca 2018, Carpenter zaliczył pięć odbić (w tym trzy home runy i dwa double'e) na pięć podejść w ciągu pierwszych sześciu zmian oraz siedem RBI. Został pierwszym w historii klubu baseballistą i drugim w historii MLB (po Krisie Bryancie z Chicago Cubs), który zdobył trzy home runy i dwa double'e w jednym spotkaniu. W tym samym meczu wyrównał klubowy rekord w liczbie zdobytych baz (16).

## Nagrody i wyróżnienia
| Nagroda/wyróżnienie  | Lata             | Źródło      |
| 3× All-Star          | 2013, 2014, 2016 | [ 2 ] [ 5 ] |
| Silver Slugger Award | 2013             | [ 7 ]       |